# آدام زدرویکوفسکی
آدام زدرویکوفسکی (لهستانی: Adam Zdrójkowski؛ زادهٔ ۲۹ مهٔ ۲۰۰۰) بازیگر و مجری تلویزیون اهل لهستان است. وی از سال ۲۰۰۸ میلادی تاکنون مشغول فعالیت بوده‌است.
از فیلم‌ها یا برنامه‌های تلویزیونی که وی در آن نقش داشته‌است، می‌توان به فوریوزا، دوستان، عشق اول، پدر متیو، در خوشی و سختی، لندنی‌ها، خانواده جایگزین و یک خانواده لهستانی اشاره کرد.